# Per-Ingvar Brånemark
Per-Ingvar Brånemark, né le 3 mai 1929 à Göteborg et mort le 20 décembre 2014, est un chirurgien orthopédiste et professeur chercheur, inventeur suédois.
Il est souvent présenté comme le « père de l'implantologie dentaire moderne » car il est l'inventeur des implants dentaires en titane et plus généralement de l'ostéointégration.
Il a notamment reçu un European Inventor Award en 2011.